# Фермер (фільм)
Фермер (англ. The Farmer) — американський кримінальний фільм, знятий 1977 року режисером Девідом Берлацьким. Прем'єра відбулася 9 березня 1977 року.

## Сюжет
Після закінчення Другої Світової війни американський солдат Кайл Мартін повертається до своєї ферми, як герой зі срібною монетою. Однак, Кайл Мартін усвідомлює, що керувати фермою, що складається з однієї людини невигідно і банк, незважаючи на повернення Кайла на батьківщину, хоче позбавити його права викупу. Гравець Джонні потрапляє в автомобільну аварію перед фермою, де Кайл рятує йому життя. Джонні укладає з Кайлом угоду на 1500 доларів, яких замало для порятунку ферми.
У цей час Джонні повідомляє Пассіні про стрибок у сумі 50 000 доларів. Розлютивши Пассіні, коли троє його поспішники вбивають охоронця Джонні, а потім засліплюють очі Джонні кислотою, щоб «зробити з нього приклад».
Джонні повідомляє своїй дівчині Бетті, щоб попросити Кайла вбити Пассіні і його друзів одного за одним за 50 000 доларів.
Що й відкриває шлях до помсти.

## У ролях
- Люел Екінс — Диригент
- Гері Конвей — Кайл Мартін
- Майкл Данте — Джонні
- Дейв Грейг — Другий столдат
- Стреттон Леопольд — Сем
- Рей МакІвер — Бармен Поїзди
- Джордж Меммолі — Пассіні

## Знімальна група
- Режисер — Девід Берлацький
- Продюсери — Гері Конвей, Ленг Елліот
- Сценаристи — Джон Кермоді, Дженіс Ейманн, Джордж Фарго, Патрік Реган
- Оператор — Ірв Гуднофф
- Композитор — Х'юго Монтенегро
- Монтаж — Річард Вібер
- Художник — Чарльз Л. Х'юз
- Костюмер — Вікі Санчез